# Kiln House
Kiln House è il quarto album del gruppo rock dei Fleetwood Mac, pubblicato nel 1970. È il primo senza il membro fondatore Peter Green.

## Tracce
1. This Is the Rock (Spencer) - 2:45
2. Station Man (Kirwan/Spencer/J McVie) - 5:49
3. Blood on the Floor (Spencer) - 2:44
4. Hi Ho Silver (Waller/Kirkeby) - 3:05
5. Jewel Eyed Judy (Kirwan/Fleetwood/J McVie) - 3:17
6. Buddy's Song (Buddy Holly) - 2:08
7. Earl Gray (Kirwan) - 4:01
8. One Together (Spencer) - 3:23
9. Tell Me All the Things You Do (Kirwan) - 4:10
10. Mission Bell (Hodges/Michael) - 2:32

## Formazione
- Jeremy Spencer - voce, chitarra slide
- Danny Kirwan - voce, chitarra
- John McVie - basso
- Mick Fleetwood - batteria
- Christine McVie - voce (non accreditata)